# Okręg wyborczy województwo krakowskie do Senatu Rzeczypospolitej Polskiej (1989–2001)
Okręg wyborczy województwo krakowskie (1989–2001) do Senatu Rzeczypospolitej Polskiej obejmował w latach 1989–2001 obszar województwa krakowskiego. Wybierano w nim 2 senatorów, przy czym w latach 1989–1991 obowiązywała zasada większości bezwzględnej, zaś w latach 1991–2001 większości względnej.
Powstał w 1989 wraz z przywróceniem instytucji Senatu. Zniesiony został w 2001, na jego obszarze utworzono nowe okręgi nr 12 i 14.
Siedzibą okręgowej komisji wyborczej był Kraków.

## Reprezentanci okręgu
| Rok  | Senator komitet wyborczy                 | Senator komitet wyborczy                                                                                     | Senator komitet wyborczy                 | Senator komitet wyborczy                                           |
| ---- | ---------------------------------------- | --- | ---------------------------------------- | ------------------------------------------------------------------ |
| 1989 |                                          | Roman Ciesielski                                                                                             |                                          | Krzysztof Kozłowski Unia Demokratyczna (1991) Unia Wolności (1997) |
| 1991 |                                          | Stefan Jurczak Niezależny Samorządny Związek Zawodowy „Solidarność” (1991) Akcja Wyborcza Solidarność (1997) |                                          | Krzysztof Kozłowski Unia Demokratyczna (1991) Unia Wolności (1997) |
| 1993 |                                          | Stefan Jurczak Niezależny Samorządny Związek Zawodowy „Solidarność” (1991) Akcja Wyborcza Solidarność (1997) |                                          | Krzysztof Kozłowski Unia Demokratyczna (1991) Unia Wolności (1997) |
| 1997 |                                          | Stefan Jurczak Niezależny Samorządny Związek Zawodowy „Solidarność” (1991) Akcja Wyborcza Solidarność (1997) |                                          | Krzysztof Kozłowski Unia Demokratyczna (1991) Unia Wolności (1997) |
| 2001 | okręg zniesiony, patrz okręgi nr 12 i 14 | okręg zniesiony, patrz okręgi nr 12 i 14                                                                     | okręg zniesiony, patrz okręgi nr 12 i 14 | okręg zniesiony, patrz okręgi nr 12 i 14                           |

## Wyniki wyborów
Symbolem „●” oznaczono senatorów ubiegających się o reelekcję.

### Wybory parlamentarne 1989
| Kandydat                                                          | Głosów  | %     |
| ----------------------------------------------------------------- | ------- | ----- |
| Roman Ciesielski                                                  | 412 179 | 81,24 |
| Krzysztof Kozłowski                                               | 364 090 | 71,77 |
| Aleksander Krawczuk                                               | 65 440  | 12,90 |
| Jerzy Trela                                                       | 34 189  | 6,74  |
| Antoni Dziatkowiak                                                | 19 813  | 3,91  |
| Józef Lipiec                                                      | 8590    | 1,69  |
| Janusz Trześniowski                                               | 6799    | 1,34  |
| Maria Holfeier                                                    | 5845    | 1,15  |
| Antoni Podraza                                                    | 5683    | 1,12  |
| Józef Siekierka                                                   | 5605    | 1,10  |
| Stanisław Domanus                                                 | 3985    | 0,79  |
| Zbigniew Grzyb                                                    | 3855    | 0,76  |
| Józef Kossobudzki-Orłowski                                        | 2868    | 0,57  |
| Stanisław Palczewski                                              | 2161    | 0,43  |
| Liczba głosów ważnych: 507 332 Źródło: Państwowa Komisja Wyborcza |         |       |

### Wybory parlamentarne 1991
| Kandydat                                              | Kandydat             | Komitet wyborczy                                     | Głosów  |
| ----------------------------------------------------- | -------------------- | ---------------------------------------------------- | ------- |
|                                                       | Stefan Jurczak       | Niezależny Samorządny Związek Zawodowy „Solidarność” | 148 477 |
|                                                       | Krzysztof Kozłowski● | Unia Demokratyczna                                   | 144 396 |
|                                                       | Tadeusz Chrzanowski  | Unia Demokratyczna                                   | 136 912 |
|                                                       | Barbara Niemiec      | Niezależny Samorządny Związek Zawodowy „Solidarność” | 124 800 |
|                                                       | Zygmunt Chyliński    | Kongres Liberalno-Demokratyczny                      | 62 918  |
|                                                       | Krystyna Sobolewska  | Sojusz Lewicy Demokratycznej                         | 40 343  |
|                                                       | Władysław Zawiślak   | Porozumienie Ludowe                                  | 38 454  |
|                                                       | Władysław Gwizdała   | Polskie Stronnictwo Ludowe Sojusz Programowy         | 38 213  |
|                                                       | Lubomir Gabła        | Sojusz Lewicy Demokratycznej                         | 32 251  |
|                                                       | Tadeusz Szyma        | Koalicja Republikańska                               | 26 061  |
|                                                       | Stanisław Szuro      | Narodowy KW                                          | 12 464  |
| Frekwencja: 48,14% Źródło: Państwowa Komisja Wyborcza |                      |                                                      |         |

### Wybory parlamentarne 1993
| Kandydat                                              | Kandydat              | Komitet wyborczy                                     | Głosów  |
| ----------------------------------------------------- | --------------------- | ---------------------------------------------------- | ------- |
|                                                       | Krzysztof Kozłowski●  | Unia Demokratyczna                                   | 100 545 |
|                                                       | Stefan Jurczak●       | Niezależny Samorządny Związek Zawodowy „Solidarność” | 93 718  |
|                                                       | Ryszard Zieliński     | Sojusz Lewicy Demokratycznej                         | 88 289  |
|                                                       | Józefa Hennelowa      | Unia Demokratyczna                                   | 84 144  |
|                                                       | Józef Buszko          | Unia Pracy                                           | 73 546  |
|                                                       | Piotr Voigt           | Kongres Liberalno-Demokratyczny                      | 67 652  |
|                                                       | Edward Kaleta         | Polskie Stronnictwo Ludowe                           | 59 830  |
|                                                       | Wojciech Pęgiel       | Konfederacja Polski Niepodległej                     | 54 617  |
|                                                       | Zbigniew Ferczyk      | Bezpartyjny Blok Wspierania Reform                   | 43 472  |
|                                                       | Kazimierz Kapera      | Zjednoczenie Chrześcijańsko-Narodowe                 | 43 330  |
|                                                       | Anna Sanecka          | Unia Polityki Realnej                                | 37 937  |
|                                                       | Zbigniew Degler       | Unia Polityki Realnej                                | 35 246  |
|                                                       | Janusz Kutyba         | Koalicja dla Rzeczypospolitej                        | 28 856  |
|                                                       | Grzegorz Gorczyca     | Koalicja dla Rzeczypospolitej                        | 22 064  |
|                                                       | Stanisław Wacławowicz | „Zjednoczenie Polskie”                               | 14 427  |
| Frekwencja: 52,38% Źródło: Państwowa Komisja Wyborcza |                       |                                                      |         |

### Wybory parlamentarne 1997
| Kandydat                                              | Kandydat             | Komitet wyborczy                                    | Głosów  |
| ----------------------------------------------------- | -------------------- | --------------------------------------------------- | ------- |
|                                                       | Stefan Jurczak●      | Akcja Wyborcza Solidarność                          | 220 805 |
|                                                       | Krzysztof Kozłowski● | Unia Wolności                                       | 161 821 |
|                                                       | Anna Raźny           | Ruch Odbudowy Polski                                | 154 802 |
|                                                       | Ryszard Zieliński    | Sojusz Lewicy Demokratycznej                        | 112 116 |
|                                                       | Tomasz Schoen        | Unia Wolności                                       | 103 696 |
|                                                       | Andrzej Bajołek      | Polskie Stronnictwo Ludowe                          | 46 885  |
|                                                       | Jan Winiecki         | Unia Prawicy Rzeczypospolitej                       | 34 307  |
|                                                       | Jerzy Batko          | KW Burmistrza Świątnik Górnych Jerzego Leszka Batko | 29 848  |
|                                                       | Ryszard Majdzik      | KW Ryszarda Majdzika                                | 15 184  |
| Frekwencja: 54,48% Źródło: Państwowa Komisja Wyborcza |                      |                                                     |         |